# Vähä Nautsalo
Vähä Nautsalo är en ö i Finland. Den ligger i sjön Jääsjärvi och i kommunen Gustav Adolfs i den ekonomiska regionen  Lahtis ekonomiska region  och landskapet Päijänne-Tavastland, i den södra delen av landet, 170 km norr om huvudstaden Helsingfors. Öns area är 10,3 hektar och dess största längd är 0,8 kilometer i nord-sydlig riktning.